# Хуф (Вестфолл)
Хуф (норв. Hof) — коммуна в губернии Вестфолл в Норвегии. Административный центр коммуны — город Хуф. Официальный язык коммуны — букмол. Население коммуны на 2007 год составляло 3066 чел. Площадь коммуны Хуф — 163,13 км², код-идентификатор — 0714.

## История населения коммуны
Население коммуны за последние 60 лет.